# Doricera
Doricera es un género de plantas con flores perteneciente a la familia de las rubiáceas. Incluye una sola especie: Doricera trilocularis (Balf.f.) Verdc. (1983).
Es considerado una sinonimia del género Ixora.